# يان بارترام
يان بارترام (بالدنماركية: Jan Bartram)‏ (مواليد 6 مارس 1962) هو لاعب كرة قدم. يلعب مع منتخب الدنمارك لكرة القدم. سبق له أن لعب في كأس العالم لكرة القدم مع منتخب بلاده.

## مسيرته الكروية
لعب يان بارترام خلال مسيرته الاحترافية مع 4 أندية في خمسة عشر موسمًا وسجل خلالها 39 هدفًا ضمن 275 مباراة. حيث فاز في موسمين بالكأس وفي موسمين بالدوري.
خاض يان بارترام مسيرته مع نادي آرهوس جمناستيك فورينينغ في موسم 1981 في المرة الأولى ليلعب معه ستة مواسم ثم في موسم 1991–92 ليلعب معه أربعة مواسم، مشاركًا طوالها في 176 مباراة سجل خلالها 25 هدفًا. ثم انتقل إلى نادي بروندبي ما بين عامي 1987 و1988 لمدة موسم واحد، حيث شارك في 14 مباراة سجل خلالها هدفين. لينتقل بعدها إلى نادي رينجرز في موسم 1987–88 لمدة موسم واحد، مشاركًا في 11 مباراة سجل خلالها 3 أهداف. ثم انتقل إلى نادي أوردينغن 05 في موسم 1988–89 واستمر معه طيلة ثلاثة مواسم، مشاركًا في 74 مباراة سجل خلالها 9 أهداف.

## روابط خارجية
- يان بارترام على موقع الاتحاد الدولي (مؤرشف)  (الإنجليزية)
- يان بارترام على موقع الاتحاد الأوربي (الإنجليزية)
- يان بارترام على موقع قاعدة بيانات كرة القدم.إي يو (الإنجليزية)
- يان بارترام على موقع بيانات كرة القدم. دي إي (الألمانية)
- يان بارترام على موقع ناشيونال فوتبول تيمز (الإنجليزية)